# Буддийское монашеское имя
Буддийское монашеское имя — новое имя, полученное в результате буддийского ритуала посвящения (течение Махаяна) или упасампады монаха (Тхеравада).

## Китай
Буддийское духовное имя, или фамин, давалось наставником после принятия пострига и ухода из мира. Придумывать себе фамин самостоятельное было запрещено. Буддийские имена не подразделялись на мужские и женские. После пострига считалось, что монахи меняют свою фамилию на фамилию Будды Шакьямуни (释迦牟尼) и лишаются национальной или родовой принадлежности, поэтому родовые имена у них отсутствовали. При выборе имени наставник мог опираться на изречения Будды, основные понятия буддизма, имена патриархов и т. д.
Наряду с монашеским именем фамин, послушник мог получать почётное прозвание фахао, которое отражало его особые заслуги перед церковью.

## Япония
В Японии, помимо обычной практики наречения именем новых монахов, есть также обычай давать посмертные буддийские имена усопшим — каймё (яп. 戒名), чтобы не тревожить душу покойного, когда упоминается настоящее имя. Каймё пишется на особой деревянной табличке (ихай), которая считается воплощением духа усопшего и используется в поминальных обрядах. Каймё и ихай покупаются у буддийских монахов — иногда ещё до смерти человека.